# Phyllopezus lutzae
Espèce
Synonymes
- Bogertia lutzae Loveridge, 1941

Phyllopezus lutzae est une espèce de geckos de la famille des Phyllodactylidae.

## Répartition
Cette espèce est endémique du Brésil. Elle se rencontre dans les États de Bahia et de Pernambouc.

## Étymologie
Cette espèce est nommée en l'honneur de Bertha Lutz.

## Publication originale
- Loveridge, 1941 : Bogertia lutzae - A new genus and species of gecko from Bahia, Brazil. Proceedings of the Biological Society of Washington, vol. 54, p. 195-196 (texte intégral).